# Шехнер, Ричард
Ри́чард Ше́хнер (англ. Richard Schechner, 23 августа 1934) – американский театровед и театральный режиссёр, крупнейший теоретик  перформанса.

## Биография
Получил степень бакалавра в Корнеллском университете, степень магистра – в Университете Айовы, докторскую степень – в Тулейнском университете (1962). Организовал в Нью-Йорке экспериментальную театральную труппу The Performance Group (1967, с 1980 – The Wooster Group), в 1992 – труппу East Coast Artists, которой руководил до 2009.
Профессор Тишевской художественной школы при Нью-Йоркском университете. Главный редактор журнала The Drama Review.

## Теоретическая деятельность
Близок к антропологическим идеям Виктора Тёрнера о ритуальном процессе, к драматургической перспективе И.Гофмана, в театроведческом плане развивает подходы А.Арто, Е.Гротовского. Поддерживает межкультурный и мультидисциплинарный подход к исследованиям спектакля, актёра, зрителя.

## Режиссёрская деятельность
Постановщик спектаклей по произведениям Эсхила, Еврипида, Сенеки, Шекспира, Чехова, Брехта, С.Беккета,  Ж.Жене, С.Шепарда и др., осуществленных им в США, Европе, Азии и Африке.

## Монографии
- Public Domain (1968)
- Environmental Theater (1973)
- Theatres, Spaces, and Environments (1975, в соавторстве)
- Essays on Performance Theory (1976, пересмотр. изд. 1988, 2004, 2005, 2007, 2009)
- The End of Humanism (1981)
- From the Ramlila to the Avantgarde (1983)
- Between Theater and Anthropology (1985)
- The Engleburt Stories (1987, в соавторстве)
- The Future of Ritual (1993)
- Performance Studies—An Introduction (2002, пересмотр. изд. 2006)
- Over, Under, and Around (2004)

## Признание
Статьи и книги Шехнера переведены на ряд языков, включая корейский и японский. В 2007 Центр исследований перформанса имени Ричарда Шехнера создан в Шанхайской театральной академии; Шехнер является его почетным профессором.